# Гарулли, Вальдо
Вальдо Гарулли (итал. Valdo Garulli; 1888, Рим — 1951, Триест) — итальянский музыкальный педагог и музыковед
.
Сын оперных певцов Альфонсо Гарулли и Эрнестины Бендацци. Получил имя Вальдо в честь главного героя оперы Спироса Самараса «Чудесный цветок», в премьере которой в 1886 году в театре Ла Скала пели его родители.
Большую часть жизни преподавал в Триестском музыкальном лицее, весной 1945 года возглавлял его. Наиболее известен оригинальными музыковедческими работами по теории гармонии, в том числе докладом «Новая концепция гармонии» (итал. Una nuova concezione dell'armonia, прочитан на Конгрессе музыкальных педагогов в Лоди в 1929 г., опубликован годом позже) и брошюрой «Гармония и психология» (итал. Armonia e psicologia; 1935), в которых предлагался нестандартный взгляд на естественные психологические основы гармонических построений. В 1941 г. выступил в Музыкальной академии Санта-Чечилия с докладом «Новое музыкальное учение в духе фашизма» (итал. Una nuova dottrina musicale nello spirito del fascismo). Автор фортепианных пьес, в том числе небольшого цикла «Крестьяне Романьи» (итал. Contadini romagnoli).